# Mihanovićev odlomak Apostola
Mihanovićev odlomak Apostola, glagoljički spomenik iz XII. st., jedan od najstarijih pisanih spomenika istočnoga pola hrvatskog glagoljaštva, ujedno i jedan od posljednjih sačuvanih glagoljičkih tekstova s toga prostora. 
To je pergamentni dvolist formata 24 cm × 18,5 cm (prvi list oštećen), ispisan dvostupačno. Odlomak je kratkog apostolara (praksapostola); sadrži perikope iz apostolskih poslanica koje se u duhovsko vrijeme čitaju po uzusu Istočne crkve. Bio je napisan vjerojatno na bosansko-humskom ili zetskome području u doba kada je ondje počela prevladavati ćirilička pismenost. Pronađen je zalijepljen u koricama Ilovičke krmčije (nomokanona), srpskog ćiriličkoga kodeksa iz 1262. godine, u zbirci ćiriličkih rukopisa Antuna Mihanovića. U pismu nema pokazatelja formiranja ustavne glagoljice; za znak poluglasa upotrebljava se samo meka inačica – jer (kao u ćiriličkim spomenicima), a uz glagoljičke oblike piše se gdjekad i ćiriličko slovo i (и). Staroslavenska jezična norma vrlo je dobro očuvana, os. na morfološkome planu; jezičnih redakcijskih osobina razmjerno je malo: nazali su prešli u e i u, jery u i, i po njima se ne može pouzdano odrediti redakcijska pripadnost. Rijetki su primjeri ispadanja jerova u slabim položajima. Štoviše, nalaze se i na etimološki neopravdanim mjestima, između dvaju suglasnika. Danas se Mihanovićev odlomak apostola čuva u knjižnici HAZU.

## Vanjske poveznice
- Kronološki popis najvažnijih glagoljičkih spomenika, croatianhistory.net